# В'язіль
В'язіль (Coronilla) — рід квіткових рослин з родини бобових (Fabaceae). Містить 24 види з Європи, Західної Азії, Північної та Східної Африки. Рослини зустрічаються в склерофільній рослинності, в сухих світлих лісах і на скелях.

## Етимологія
Наукова назва походить від цікавого розташування квітів (лат. coronilla — «маленька корона») на кінці квітконосу. Українська назва походить від слова в'язати; первісно назва була дана, очевидно, конюшині повзучій і горошку шорсткому за повзучі стебла. Зафіксовано такі народні видозміни назви як зв'язіль, звезіль, в'язель, в'язиль.

## Морфологічна характеристика
Це кущі або багаторічні, рідше однорічні трав'янисті рослини, зазвичай голі, рідше запушені. Види, які мають здерев'янілі стебла біля основи, зазвичай мають розпростерті гілки. Сидячі або короткочерешкові листки непарноперисті. Рідко (у Coronilla scorpiodes) присутній лише один листок. Листки цілісні, округлі або з краями, майже серцеподібні, часто синьо-зелені. Прилистки вільні або зрощені. Суцвіття пониклі й зонтикоподібні. Квітки двостатеві п'ятискладові з подвійною оцвітиною. Чашечка широка, дзвоникоподібна, більш-менш двогуба; чашолистки вкриті короткими трикутними зубцями. П'ять пелюсток довгі, жовті, рідше білі. Віночок має типову форму квіток-метеликів; човний дуже вигнутий. Є 10 тичинок: 9 спаяних разом і 1 верхня завжди вільна. Плід — довгий біб, розділений на кілька «однонасінних» комірок. Насіння довгасте.

## Використання
Coronilla emerus і Coronilla valentina культивуються на клумбах у садівництві. Шляхом ферментації листя Coronilla scorpioides можна отримати синій барвник, схожий на індиго. Coronilla scorpioides збирається з дикої природи для місцевого використання як ліки та барвник, а іноді його вирощують як декоративну рослину. Усі Coronilla слід вважати токсичними через наявність, особливо в насінні, кардіотоксичних глікозидів, близьких до глікозидів наперстянки (короніллозід, гірканозід), а в квітках алкалоїду цитизину.

## Види
1. Coronilla atlantica (Boiss. & Reut.) Boiss.
2. Coronilla carinata (Lassen) D.D.Sokoloff
3. Coronilla coronata L.
4. Coronilla cretica L.
5. Coronilla dura (Cav.) Boiss.
6. Coronilla elegans Pančić
7. Coronilla globosa Lam.
8. Coronilla juncea L.
9. Coronilla lassenii D.D.Sokoloff
10. Coronilla libanotica Boiss.
11. Coronilla minima L.
12. Coronilla montserratii P.Fraga & Rosselló
13. Coronilla orientalis Mill.
14. Coronilla ramosissima (Ball) Ball
15. Coronilla repanda (Poir.) Guss.
16. Coronilla rostrata Boiss. & Spruner
17. Coronilla scorpioides (L.) W.D.J.Koch
18. Coronilla securidaca L.
19. Coronilla somalensis Thulin
20. Coronilla talaverae Lahora & Sánchez-Gómez
21. Coronilla vaginalis Lam.
22. Coronilla valentina L.
23. Coronilla varia L.
24. Coronilla viminalis Salisb.

## В Україні
В Україні ростуть: в'язіль увінчаний Coronilla coronata L., в'язіль критський Coronilla cretica L., в'язіль носатий Coronilla rostrata Boiss. & Spruner, в'язіль барвистий Coronilla varia L., в'язіль завинений Coronilla scorpioides (L.) W.D.J.Koch. Вид в'язіль стрункий Coronilla elegans перенесено до іншого роду — сокироносиця струнка Securigera elegans; вид в'язіль кущовий Coronilla emerus, як і його підвид в'язіль кущуватий Coronilla emeroides перенесено до іншого роду — Hippocrepis emerus.